# Li Hong (Taoisme)
Li Hong (李弘), originari de Guanghan (廣漢), és un cap religiós xinès que l'any 370, amb Li Jinyin (李金銀), originari de Yizhou (益州), dirigí una revolta contra els Jin orientals. Pretenia ser el fill de Li Shi (李勢), l'últim sobirà dels Cheng Han, i s'anomenava Li Jinyin "rei sant" (sheng wang 聖王). El seu moviment va ser derrotat per Zhou Xiao (周虓), prefecte de Zitong.
És assimilat al taoisme com una figura messiànica que, segons certs corrents, apareixerà al final del cicle històric per salvar els que hauran adoptat la pràctica, les virtuts i els talismans d'aquests corrents. És així esmentat com el sobirà ideal que posarà la terra i el cel en ordre en el text apocalíptic Llibre dels conjurs divins de les grutes abissals (Taishang dongyuan shenzhou jing 太上洞淵神咒經). De vegades se'l considera com un avatar de Laozi, i en moltes revoltes religioses van recórrer a ell, particularment entre el segle V i la dinastia Song. Les profecies sobre l'aparença de Li Hong han estat utilitzades per legitimar nombroses rebel·lions i insurreccions, totes elles reunides al voltant de Li Hong.